# Angraecum bracteosum
Angraecum bracteosum Balf.f. & S.Moore, 1876 è una pianta della famiglia delle Orchidacee, endemica delle isole Mascarene.

## Descrizione
È una specie epifita con fusto a crescita monopodiale, ossia presenta un solo "piede" vegetativo. È caratterizzata da fiori non profumati e con uno sperone di dimensioni più piccole rispetto alle altre specie di Angraecum.

## Biologia
A differenza della maggior parte delle specie congeneri, che si riproducono grazie alla impollinazione entomofila da parte di farfalle notturne della famiglia Sphingidae, A. bracteosum ha un meccanismo di riproduzione legato alla impollinazione ornitogama, ad opera di un uccello della famiglia Zosteropidae (Zosterops olivaceus).

## Distribuzione e habitat
La specie è endemica dell'isola di Réunion.